# محكمة المقاطعة في الولايات المتحدة

خريطة الحدود الجغرافية لمختلف محاكم الاستئناف الأمريكية (مرقمة وملونة) ومحاكم المقاطعات الأمريكية (محددة بواسطة حدود الولايات أو خطوط المقاطعة)

محاكم المقاطعات في الولايات المتحدة هي محاكم الدرجة الأولى تتبع السلطة القضائية الفيدرالية الأمريكية. يوجد محكمة واحدة لكل مقاطعة قضائية فيدرالية. تغطي كل مقاطعة ولاية واحدة أو جزءًا من ولاية. يوجد على الأقل محكمة فيدرالية واحدة في كل مقاطعة، والعديد من المقاطعات تحتوي على أكثر من واحدة. تُستأنف قرارات المحاكم إلى محكمة الاستئناف الأمريكية للدائرة التي تقع فيها، باستثناء بعض الحالات المتخصصة التي تُستأنف إلى محكمة الاستئناف الأمريكية للدائرة الفيدرالية أو مباشرة إلى المحكمة العليا الأمريكية.
تعتبر محاكم المقاطعات محاكم القانون والإنصاف والأدميرالية، ويمكنها سماع كل من القضايا المدنية والجنائية. ولكن على عكس المحاكم الحكومية الأمريكية، فإن محاكم المقاطعات هي محاكم ذات ولاية محدودة، ولا يمكنها سماع القضايا التي تتعلق بالنزاعات بين مقيمين من ولايات مختلفة، أو قضايا قانونية فيدرالية، أو الجرائم الفيدرالية.

## الأساس القانوني
على عكس المحكمة العليا الأمريكية، التي أُنشئت صراحة بموجب المادة الثالثة من الدستور، أُنشئت محاكم المقاطعات بواسطة الكونغرس بموجب السلطة المفوضة من المادة الثالثة من خلال إقرار قانون اتحادي، هو قانون القضاء لعام 1789. لا يوجد متطلب دستوري بوجود محاكم المقاطعات على الإطلاق.
أثناء صياغة وإقرار الدستور، جادل بعض المعارضين للقضاء الفيدرالي بأن محاكم المقاطعات ينبغي أن تقتصر على المحكمة العليا، التي ستنظر فقط في الاستئنافات المقدمة من المحاكم الحكومية. بعبارة أخرى، ستُعامل المحاكم الحكومية كـمحاكم فدرالية بموجب المادة الأولى من الدستور لغرض سماع النزاعات بموجب القانون الفيدرالي، لكن قضاة تلك المحاكم لن يصبحوا موظفين في الحكومة الفيدرالية. وقد دافع إدوارد كارينغتون عن هذا الموقف في رسالة إلى جيمس ماديسون، وتمت مناقشته أيضًا بواسطة ألكسندر هاملتون في الفيدرالي رقم 81. ومع ذلك، لم تسود هذه الرؤية، وأنشأ الكونغرس الأول نظام محاكم المقاطعات الذي لا يزال قائمًا اليوم. بموجب الدستور، تحتفظ المحاكم الحكومية بسلطة اختصاص متزامن في معظم القضايا الفيدرالية.
عند إقرار القانون لأول مرة، أُنشئت ثلاثة عشر مقاطعة بين الولايات الإحدى عشرة التي كانت قد صادقت على الدستور في ذلك الوقت. عندما صوتت نورث كارولينا ورود آيلاند للمصادقة، أُنشئت مقاطعة لكل منهما، مما زاد عدد المقاطعات إلى خمسة عشر.
تمتلك الأقاليم (مقاطعة جزرية) مثل غوام وجزر ماريانا الشمالية وجزر العذراء الأمريكية كل منها محكمة إقليمية واحدة؛ تُسمى هذه المحاكم "محاكم مقاطعات" وتمارس نفس الاختصاص مثل محاكم المقاطعات، لكنها تختلف عن محاكم المقاطعات في أن المحاكم الإقليمية هي محاكم المادة الرابعة، حيث يعمل القضاة فيها لفترة عشر سنوات بدلاً من الخدمة مدى الحياة لقضاة المحاكم بموجب المادة الثالثة، مثل قضاة محاكم المقاطعات.
لا تمتلك ساموا الأمريكية محكمة مقاطعة أو محكمة إقليمية فدرالية، لذا ترسل القضايا الفيدرالية هناك إما إلى مقاطعة كولومبيا أو هاواي. لم تكن الفلبين جزءًا من نظام المحكمة الفيدرالي الأمريكي.

## الجغرافيا
يوجد 89 مقاطعة في الولايات الخمسين، بإجمالي 94 مقاطعة بما في ذلك الأقاليم. يوجد على الأقل مقاطعة قضائية واحدة لكل ولاية، ومقاطعة كولومبيا، وبورتو ريكو.
تحتوي كل ولاية على ما بين مقاطعة واحدة وأربع مقاطعات. بالنسبة للولايات ذات المقاطعات المتعددة، يتم تسميتها جغرافيًا. تعطي الولايات ذات منطقتين جميعها تسميات شمالية–جنوبية أو غربية–شرقية. تضيف معظم الولايات ذات الثلاث مقاطعات مقاطعة وسطى، مع استثناءين: تمتلك إلينوي مقاطعة مركزية بدلاً من مقاطعة وسطى، وتمتلك أوكلاهوما مقاطعات شمالية وغربية وشرقية. من بين ثلاث ولايات تحتوي على أربع مقاطعات، تستخدم نيويورك وتكساس جميع التعيينات الاتجاهية الأربعة، بينما تمتلك كاليفورنيا مقاطعة مركزية وليس لديها مقاطعة غربية.